# Тихі пісні (Сильвестров)
Тихі пісні — вокальний цикл на вірші поетів-класиків Валентина Сильвестрова (переважно російських) для баритона і фортепіано. Написаний 1977 року.

## Характеристика
На думку В. Рожновського, цикл «Тихі пісні» є яскравим прикладом постмодерного кітчу в українській музиці. Основними кітчевими рисами на думку Богдана Сюти є зваженість вияву емоцій та притишена гучність творів. У той же час він відзначає непритаману для кітчу довгу тривалість звучання циклу — більше години, незвичайну динамічну шкалу (у межах piano) і драматургічну оформленість (продуманість масштабних співвідношень, поділ на мікроцикли і т. д.).

## Зміст
1 — П'ять пісень
- № 1 — «рос. Болящий дух врачует песнопенье…» — Вірші Є.Баратинського
- № 2 — «рос. Были бури, непогоды» — Вірші Є.Баратинського
- № 3 — «фр. La belle Dame sans merci» — Вірші Дж. Кітса, переклад В.Левіка
- № 4 — «рос. Унылая пора, очей очарованье!» — Вірші О. Пушкіна
- № 5 — «Прощай світе, прощай земле…» — Вірші Т.Шевченка

2 — Одинадцять пісень
- № 6 — «Что в имени тебе моем…» — Вірші О. Пушкіна
- № 7 — «Я скажу тебе с последней прямотой» — Вірші О. Мандельштама
- № 8 — «Пью за здравие Мери» — Вірші О. Пушкіна
- № 9 — «Зимняя дорога» — Вірші О. Пушкіна
- № 10 — «Белеет парус одинокий…» — Вірші М.Лермонтова
- № 11 — «Я встретил вас…» — Вірші Ф.Тютчева
- № 12 — «Островок» — Вірші П.-Б. Шелли
- № 13 — «Несказанное, синее, нежное…» — Вірші С.Єсеніна
- № 14 — «Отговорила роща золотая...» — Вірші С.Єсеніна
- № 15 — «Топи да болота…» — Вірші С.Єсеніна
- № 16 — «Зимний вечер» — Вірші А.Пушкіна

3 — Три пісні на вірші М.Лермонтова
- № 17 — «Когда волнуется желтеющая нива».
- № 18 — «Выхожу один я на дорогу…» (На дорогу йду я в самотині)
- № 19 — «Горные вершины»

4 — П'ять пісень
- № 20 — Елегія-Вірші О. Пушкіна
- № 21 — Хорал-Вірші Ф.Тютчева
- № 22 — Медитація-Вірші О. Пушкіна
- № 23 — Ода-Вірші О.Мандельштама
- № 24 — Постлюдія-Вірші В.Жуковського